# Polyura agrarius
Polyura agrarius is een vlinder uit de familie van de Nymphalidae. De wetenschappelijke naam van de soort is voor het eerst geldig gepubliceerd in 1886 door Charles Swinhoe.